# Maria Ballesté
María Asunción Ballesté Huguet (Sabadell, Barcelona, España; 12 de diciembre de 1947)  es una exnadadora olímpica española.

## Trayectoria
En 1955 ingresó en el Club Natació Sabadell, donde desarrolló su carrera deportiva. Ganó más de cincuenta títulos nacionales y estableció 19 plusmarcas españolas en piscina larga. 
Fue la primera española que compitió en 100 metros mariposa en unos Juegos Olímpicos, en Tokio 1964. Fue quinta de su serie eliminatoria con un tiempo de 1:13.1. Participó también en los Campeonatos Europeos de 1962 y 1966 y en los Juegos Mediterráneos de Túnez 1967. 
Tras retirarse de las piscinas se ha dedicado profesionalmente a la enseñanza del yoga, siendo presidenta de la International Yoga Teachers Association. Está casada con el también nadador olímpico Miquel Torres.